# Glaucus atlanticus
Vous lisez un « article de qualité » labellisé en 2012.
Glaucus atlantique, Dragon bleu, Hirondelle de mer
Espèce
Glaucus atlanticus, parfois appelé glaucus atlantique, dragon bleu ou hirondelle de mer, voire francisé en glauque atlantique dans les publications anciennes, est une espèce de nudibranches de la famille des Glaucidae. C'est un mollusque gastéropode décrit comme élégant par ses formes et ses couleurs, mêlant le blanc et le gris perle à différents tons de bleu. Il vit dans toutes les eaux tempérées ou tropicales, où il flotte à la surface des eaux parmi le pleuston, la face ventrale tournée vers la surface. Il se nourrit principalement d'hydrozoaires dont il tire son pouvoir urticant, y compris pour l'Homme, en conservant certains de leurs nématocystes. Glaucus atlanticus est hermaphrodite et pond des chapelets d'œufs laissés à la dérive ou fixés sur les cadavres des proies des adultes.
Au cours du XIXe siècle, plusieurs naturalistes l'ont décrit en le désignant par de nombreux noms scientifiques différenciant chacune des formes ; mais des études plus récentes ont conclu à la synonymie de l'ensemble de ces noms. G. atlanticus partage son nom de genre avec Glaucus marginatus et trois espèces proches de celle-ci décrites en 2014 ; ils sont les seuls représentants de la famille des Glaucidae dans son acception la plus stricte.
Il peut occasionnellement s'échouer sur les plages parmi le reste du pleuston et causer des irritations à l'humain en cas de contact. L'espèce ne semble pas menacée, et ne bénéficie d'aucune protection particulière.

## Description

### Aspect extérieur
« Le charmant animal qui forme [le genre Glaucus] a dû frapper tous les naturalistes navigateurs, par la grâce de ses formes, et par l'éclat et l'agréable assortiment de ses couleurs. »

— Georges Cuvier, 1805

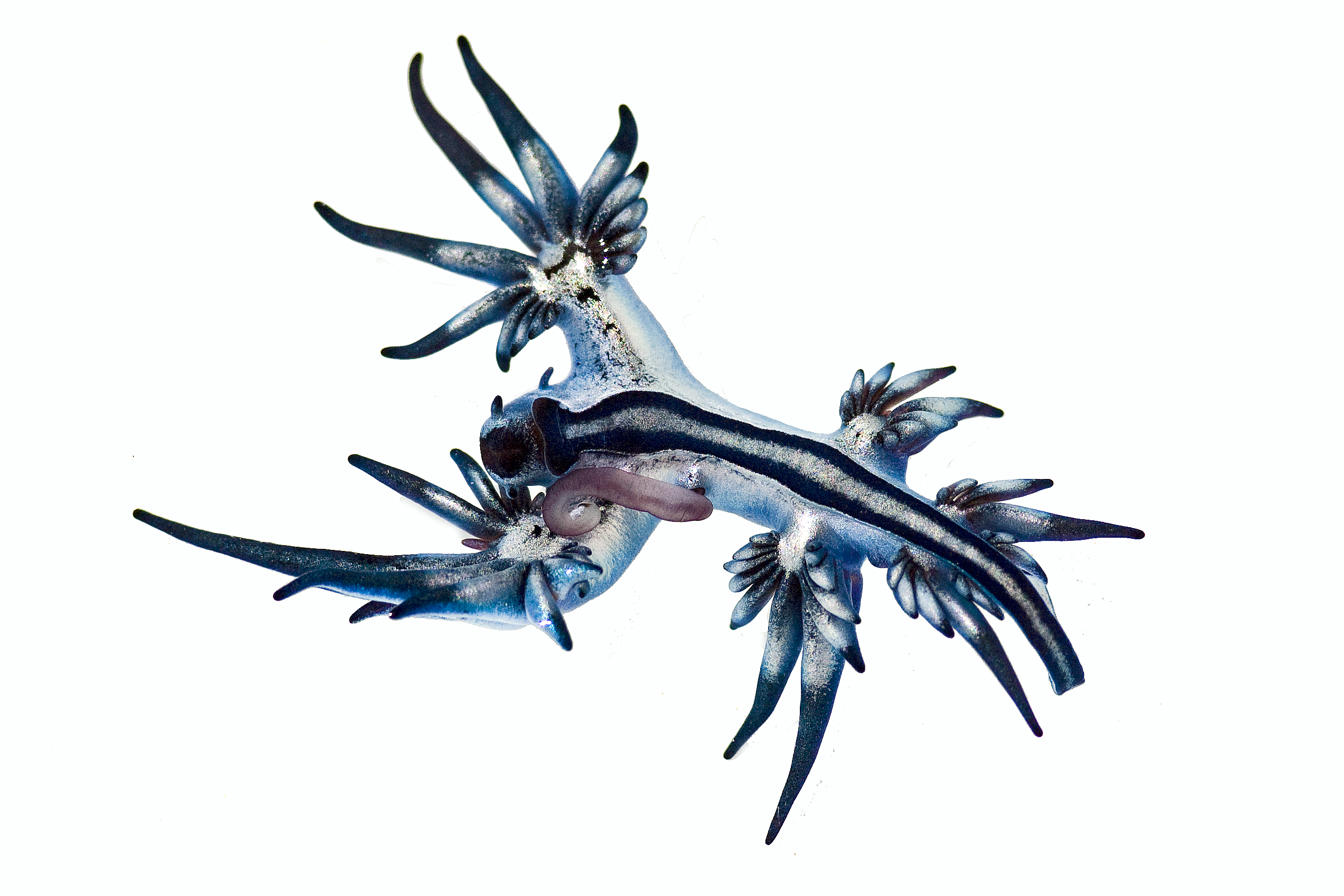
Glaucus atlanticus

Ce nudibranche mesure habituellement de 3 à 4 centimètres de long,, mais peut atteindre 6 centimètres. Il a un corps effilé et aplati, comptant jusqu'à 84 cerata coniques, dont l'animal peut facilement se débarrasser par autotomie grâce aux sphincters présents à la base de chacune de celles-ci. Ces cerata sont rassemblées sur une même rangée, en rayons, et généralement en six groupes, parfois huit. Ces groupes sont implantés de façon perpendiculaire à la ligne médiane du corps, et le plus antérieur est relié au corps par un court pédoncule ; les cerata les plus dorsales sont les plus grosses.
Son allure générale et sa « queue » (le métapodium) lui ont valu d'être comparé par plusieurs naturalistes à un petit lézard,,, et sa peau est décrite par George Grey comme rappelant celle d'une grenouille. La tête est petite et peu distincte, munie d'une paire de tentacules oraux et d'une paire de tout petits rhinophores coniques sur la face dorsale,.
Cette limace de mer se déplaçant face ventrale vers le haut grâce à une bulle d'air contenue dans l'estomac, sa coloration est conforme à la loi de Thayer dont il serait un « cas d'école » : la face inférieure de l'animal — dos et face supérieure des cerata — est gris argenté, tandis que le dessus — pied et face inférieure des cerata — est bleu électrique, ou bleu et blanc, notamment parcouru de bandes bleu sombre le long du pied,.

### Anatomie

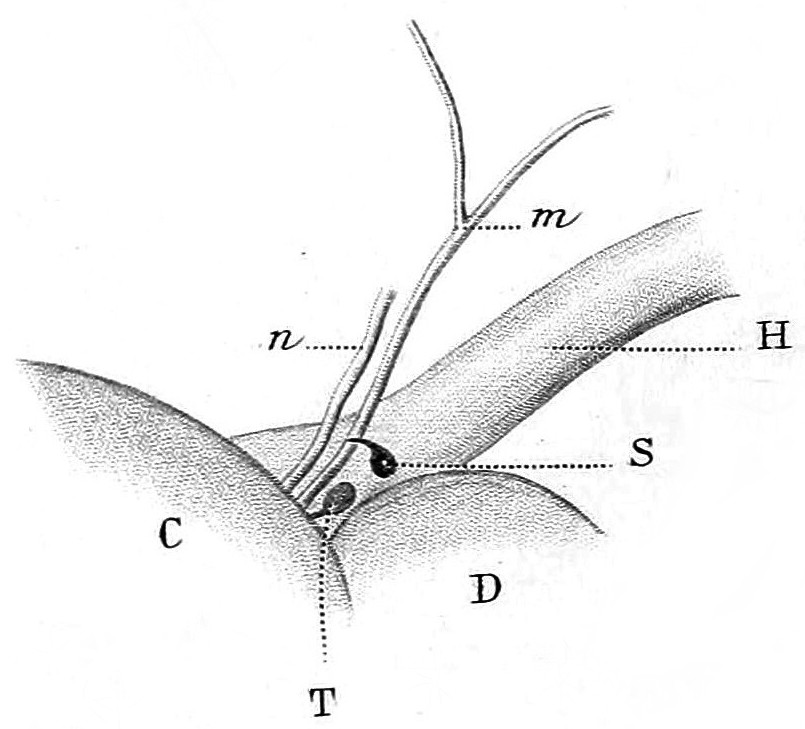
Dessin de Vayssière (1874). Portion du collier œsophagien très fortement grossie pour montrer la position de l'œil et de l'otocyste : C. Ganglion cérébroïde ; D. Ganglion pédieux ; H. Nerfs des appendices hépatiques ; S. Œil ; T. Otocyste ; m. Petit nerf qui porte l'appareil visuel ; n. Nerf qui accompagne le précédent.

Les organes sensoriels de G. atlanticus sont très peu développés, ce qui n'est « pas [surprenant] chez un mollusque pélagique flottant sans but à la surface des eaux » selon Albert Vayssière. Les yeux, ou taches oculaires, sont de minuscules vésicules mesurant 15 μm de diamètre, et constituées d'un corps réfringent avec quelques pigments. L'appareil auditif est composé de vésicules jaunes deux fois plus grosses que celles de l'appareil oculaire, les otocystes.
La bouche est ovalaire, avec une ouverture verticale et pourvue de deux mâchoires cornées. La radula est composée par 11 à 20 dents cuspidées, munies d'une pointe centrale bordée de denticules, de deux à dix, pointus ou courbes,. L'ensemble forme donc une lame crénelée, de formule dentaire 0-1-0,. Valdés et Campillo rapportent également en 2004 un individu sans denticules, aux dents lisses simplement munies de la pointe centrale, mais sans autres différences anatomiques avec les autres spécimens, faisant penser à une simple variabilité intra-spécifique. Le tube oral est très chitinisé. Louis Souleyet décrit l'estomac comme « une vaste poche qui se prolonge, en se rétrécissant, jusqu'à l'extrémité postérieure de la cavité viscérale ; mais cette poche, au lieu de donner naissance latéralement à un certain nombre de canaux hépatiques, comme dans les [genres proches], envoie des prolongements dans les appendices qui supportent les cirres branchiaux [les cerata], et c'est dans ces prolongements que viennent aboutir les ramifications hépatiques ». Les cerata servent donc non seulement à agrandir la surface d'échange du système digestif, mais le sang y circulant également, elles servent à l'oxygénation.
Le pore rénal (ou néphroprocte), le pore génital et l'anus sont situés sur le côté droit de l'animal ; le premier sur la face dorsale, les autres sur la face ventrale. Le système reproducteur est diaulique (les conduits mâle et femelle sont séparés) et les orifices débouchent tous deux au pore génital. Comme nombre d'opistobranches, G. atlanticus possède un pénis rétractile muni d'une épine chitineuse, d'environ 250 μm de long, aidant au maintien en position lors de la copulation, ; le vagin est grand et musculeux.

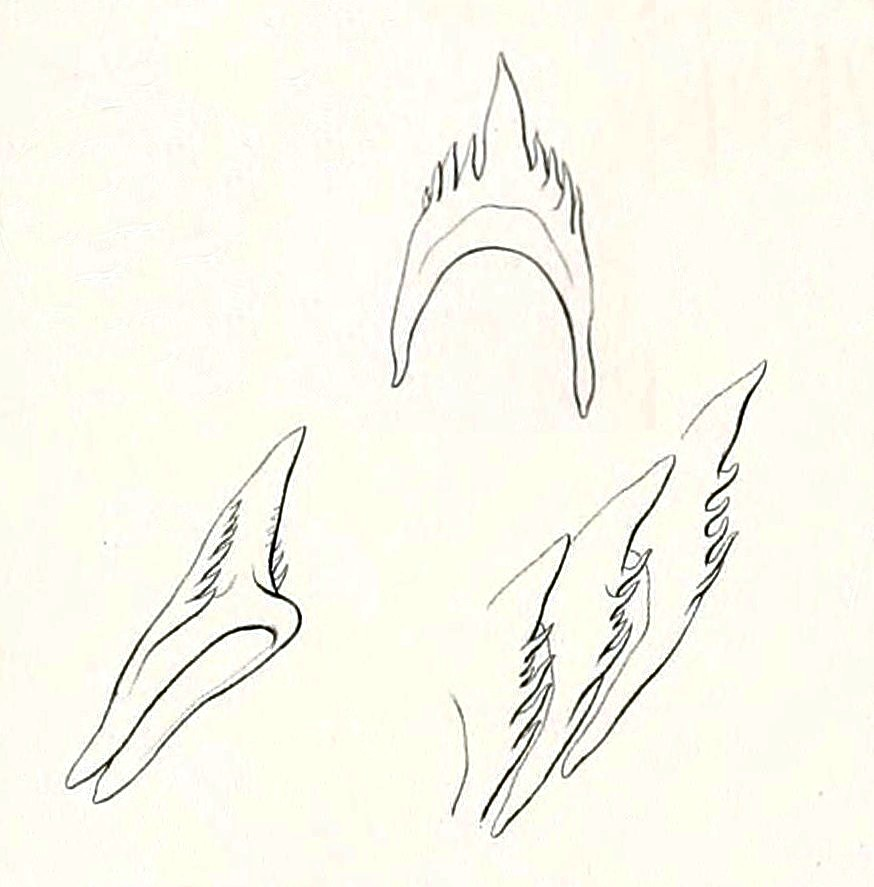
Portion de radula et dents isolées, dessinées par le zoologiste danois Rudolph Bergh (1868).
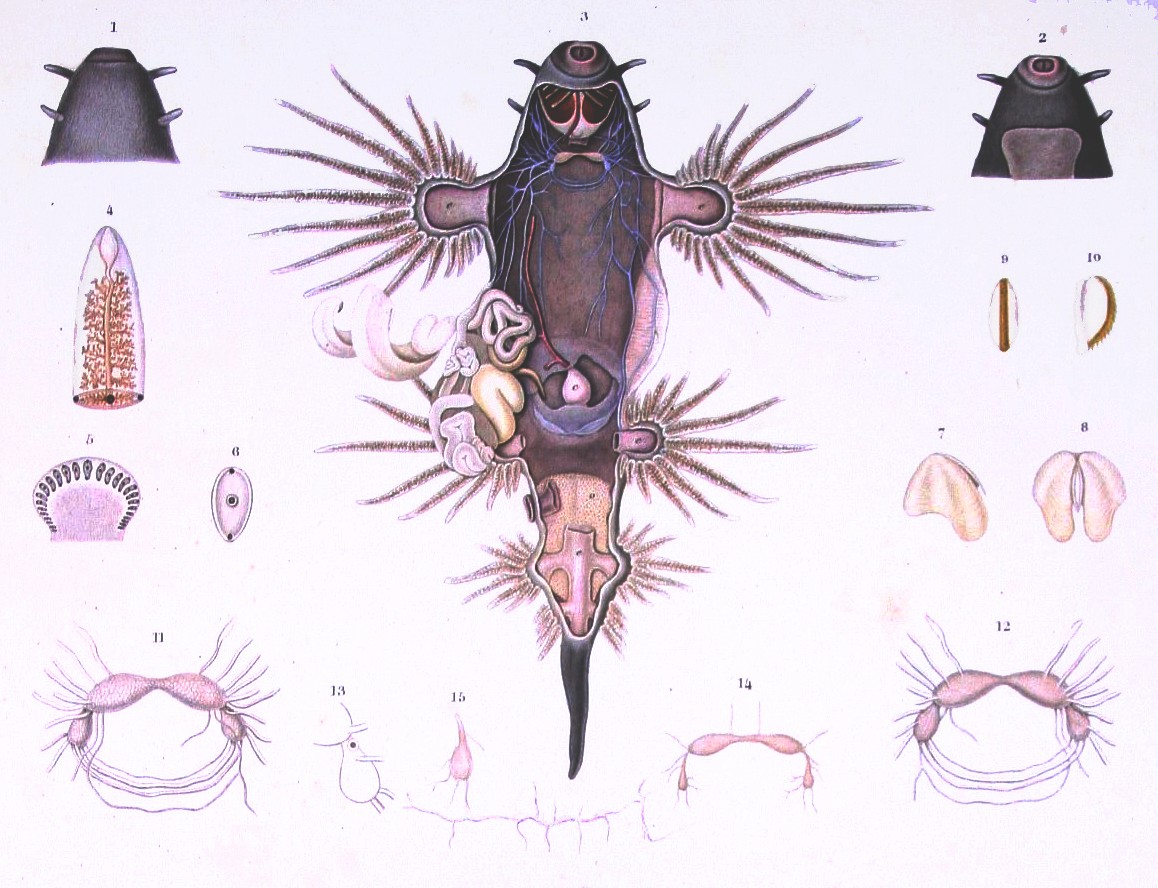
Dessin de dissection par Souleyet (1852) : 1-2. rhinophores ; 3. vue générale ; 4-6. appendices branchiaux et système respiratoire ; 7-10. : masse buccale (mâchoires, radula) ; 11-15. système nerveux.
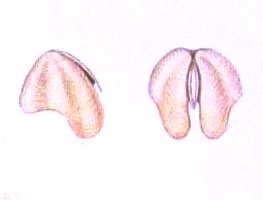
Détail du dessin précédent : à droite les mâchoires comme en position dans la masse buccale, à gauche l'une d'elles prise isolément.
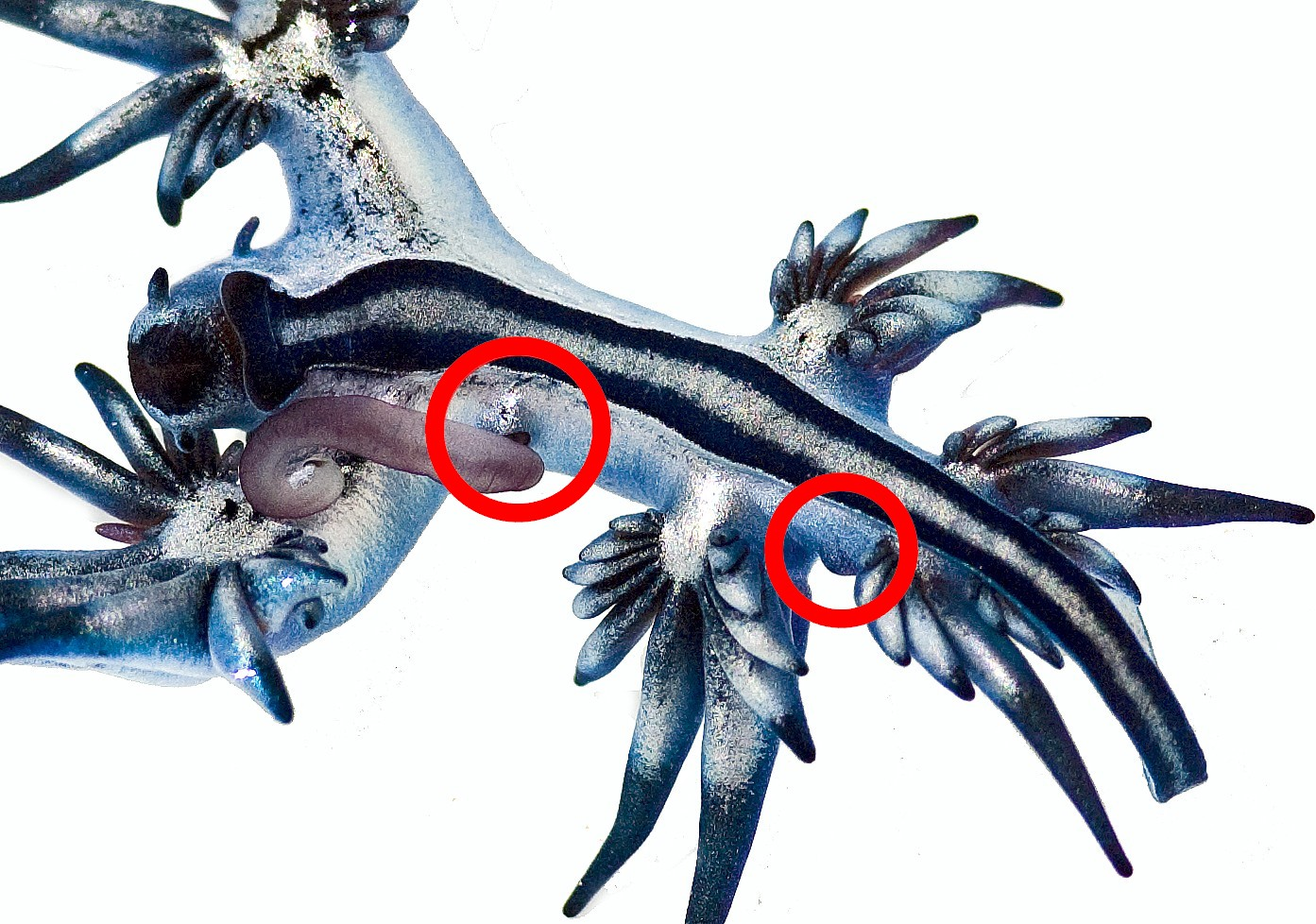
Entourés en rouge, sur la gauche de l'image l'emplacement du pénis, après le premier groupe de cerata, et celui de l'anus, sur la droite de l'image, plus en arrière de l'animal.
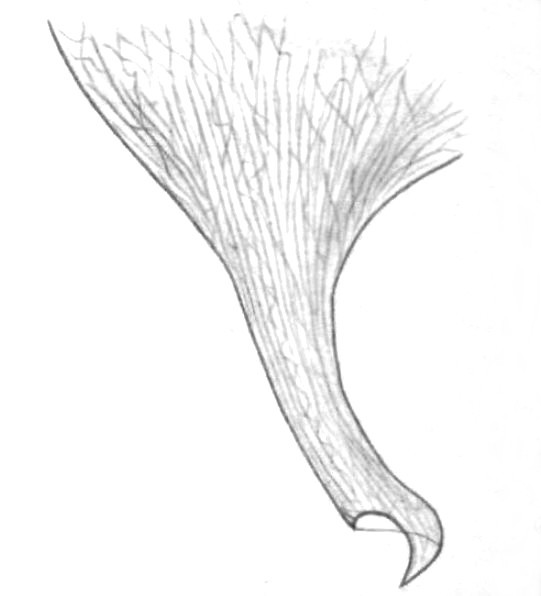
Dessin de détail du pénis, armé de son crochet corné, par Bergh (1888).

### Espèces similaires

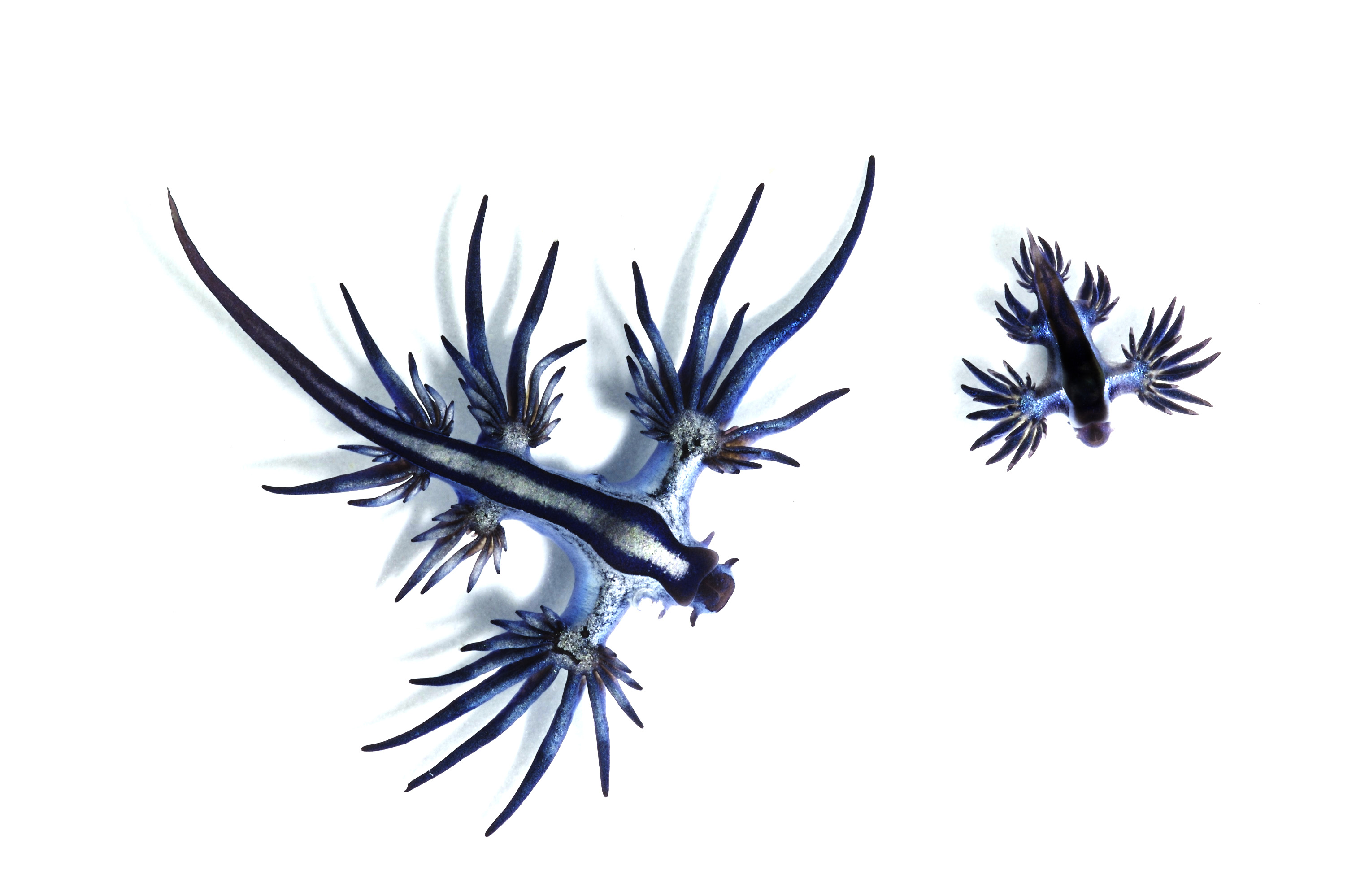
Comparaison de taille entre Glaucus atlanticus à gauche (35 mm de long) et Glaucus marginatus à droite.

G. atlanticus ne peut guère être confondu qu'avec les autres espèces du genre Glaucus, toutes de morphologie proche de Glaucus marginatus. G. atlanticus en diffère par la taille, les représentants du groupe de G. marginatus ne mesurant pas plus de 12 mm de long, et par la longueur du métapodium, bien plus courte chez G. marginatus. Le nombre de cerata est plus important chez G. marginatus qui en compte jusqu'à un total de 137 ou 139 ; celles-ci sont de plus disposées en plusieurs rangées et souvent sur huit appendices au lieu des six habituels de G. atlanticus,. Le pénis de G. marginatus n'est pas « armé », c'est-à-dire qu'il ne possède pas d'épine chitineuse. La pointe des dents de la radula est proportionnellement plus longue chez G. marginatus ; les petits denticules présents sur les bords des mâchoires sont répartis sur une ou deux rangées chez G. marginatus, alors qu'ils sont plus irréguliers et disposés sur plus de rangées chez G. atlanticus.

## Écologie et comportement

### Alimentation

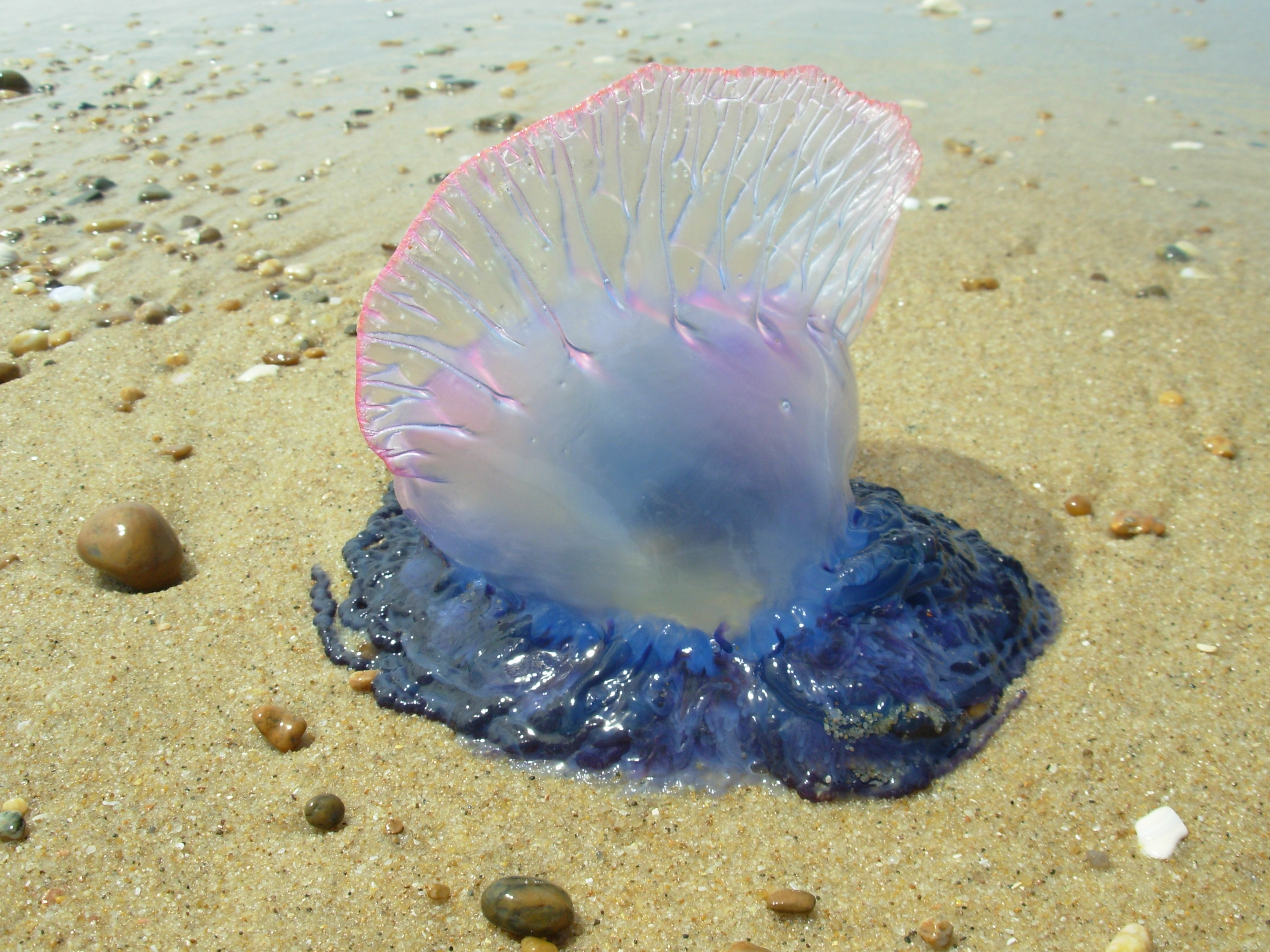
La physalie Physalia physalis, source de nourriture et nématocystes pour Glaucus atlanticus.

G. atlanticus se nourrit d'autres organismes pélagiques plus grands que lui, consommant les tentacules d'hydrozoaires qui flottent, comme lui, à la surface des océans (pleuston) et qui forment ce que le biologiste marin Alister Hardy avait décrit sous le nom de « The Blue Fleet » (« la flotte bleue ») ; trois types d'espèces urticantes composent ce groupe : les physalies (Physalia physalis et Physalia utriculus), les vélelles (Velella velella et Velella lata) et la porpite (Porpita porpita),,. Il consomme aussi des janthines (Janthina janthina), gastéropodes associés aux physalies et dont le mode de vie est semblable au sien. 
G. atlanticus peut se fixer à ses proies à l'aide de ses mâchoires chitineuses ; ses cerata ne lui sont alors d'aucune utilité et la seule succion lui suffit à maintenir sa proie. Il se livre parfois aussi au cannibalisme, lorsque la nécessité se présente,.

### Stratégie de défense
G. atlanticus tire son pouvoir urticant des hydrozoaires dont il se nourrit. Cette réutilisation à des fins défensives d'éléments issus d'une proie par un carnivore est parfois nommée « oplophagia », du grec ancien ὅπλον (hóplon) signifiant « arme ». G. atlanticus est immun vis-à-vis des toxines et stocke les nématocystes dans des sacs spécialisés : les cnidosacs, répartis sur le corps mais aussi dans les cerata, où ils se déplacent lentement de la base jusqu'à l'extrémité,.
Thompson et Bennett ont étudié des spécimens de G atlanticus et G. marginatus des eaux australiennes et concluent que ce sont les nématocystes sphériques des physalies qui sont préférentiellement stockés. Ceux des porpites et des vélelles sont plus rarement utilisés, le plus souvent détruits par la glande digestive, comme chez Cratena pilata. Parmi les trois types d'hydrozoaires que G. atlanticus consomme, les physalies sont les seules qui peuvent infliger des dégâts à l'humain.

### Reproduction

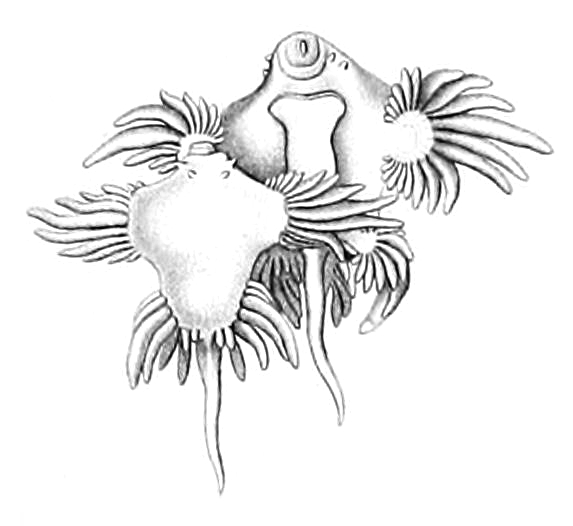
Dessin représentant l'accouplement, par Rudolph Bergh (1868).

Comme beaucoup de limaces de mer, G. atlanticus est hermaphrodite et chaque individu possède simultanément les organes reproducteurs mâle et femelle, mais ne peut s'auto-féconder. Contrairement à la plupart des nudibranches qui s'accouplent tête-bêche en accolant leurs côtés droits, chez G. atlanticus les deux partenaires se reproduisent face à face en accolant leurs faces ventrales. En plus du crochet pénien, les cerata semblent jouer un rôle dans le maintien des individus l'un contre l'autre.
Par la suite chacun des deux individus pondra des œufs entourés de mucus, sous forme de chapelets pouvant dépasser 17 millimètres de long, et comptant de 10 à 36 œufs. Ceux-ci sont abandonnés à la dérive en pleine mer, parfois placés sur les carcasses des proies des adultes,,. Les œufs mesurent 60 à 75 µm de large et 75 à 97 µm de long.
Les œufs commencent à se diviser quelques heures après la fécondation, si la température de l'eau atteint 19 °C. Après 48 à 60 h de développement, une larve trochophore éclot ; elle deviendra une larve véligère au bout de trois jours. Cette dernière porte une coquille larvaire qui, d'abord ovoïde, devient enroulée 11 jours après l'éclosion. La larve véligère quittera alors le chapelet d'œufs pour entreprendre une vie libre.

### Parasites

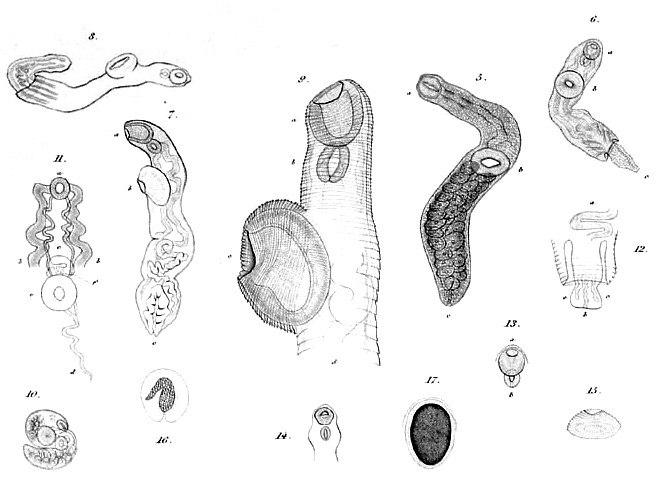
Le trématode « Distomum glauci ».

Bergh reporte en 1864 que les spécimens qu'il a disséqués étaient parasités par des trématodes d'une espèce qu'il nomme Distomum glauci, très proche selon lui de Hemiurus appendiculatus (alors Distomum appendiculatum), et mesurant jusqu'à plus d'un millimètre. L'espèce D. glauci n'est aujourd'hui pas reconnue et ces vers sont considérés comme les larves de trématodes de la famille des Hemiuridae sans plus de précision.

## Répartition, habitat et locomotion

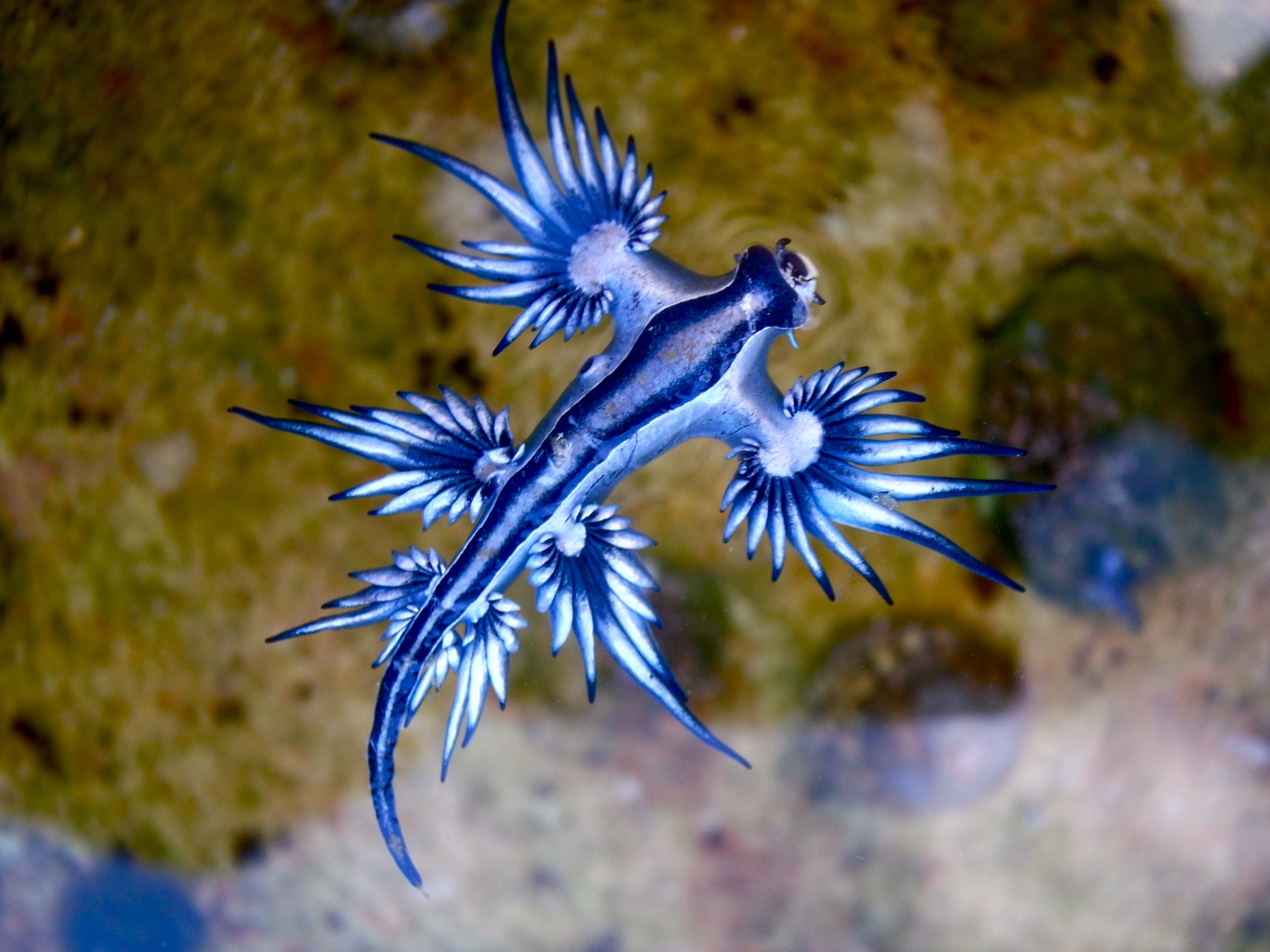
Un spécimen échoué près de Sydney photographié dans l'eau.

C'est une limace de mer pélagique, qui se rencontre en eaux tempérées et tropicales, tout autour du monde. Elle a été recensée dans tous les grands océans, Atlantique, Pacifique et Indien, dans le golfe du Mexique, la mer des Caraïbes ou encore la Méditerranée,. Il se déplace toujours à la surface et de manière assez passive, allant là où les vents et les courants l'emportent. Alcide d'Orbigny le décrit comme extrêmement lent, apathique, ne se déplaçant que d'une dizaine de centimètres en cinq minutes ; Reinhardt le dit « extrêmement paresseux et léthargique » ; Savilov l'observe se servant de ses papilles pour avancer vers les vélelles. Les grands déplacements au moins sont passifs, mais la limace étant susceptible de se déplacer par ses propres mouvements, il n'est pas totalement déterminé si elle appartient au plancton à la dérive ou si elle est un invertébré aux mœurs pélagiques,.

## Taxinomie et classification

### Premières descriptions

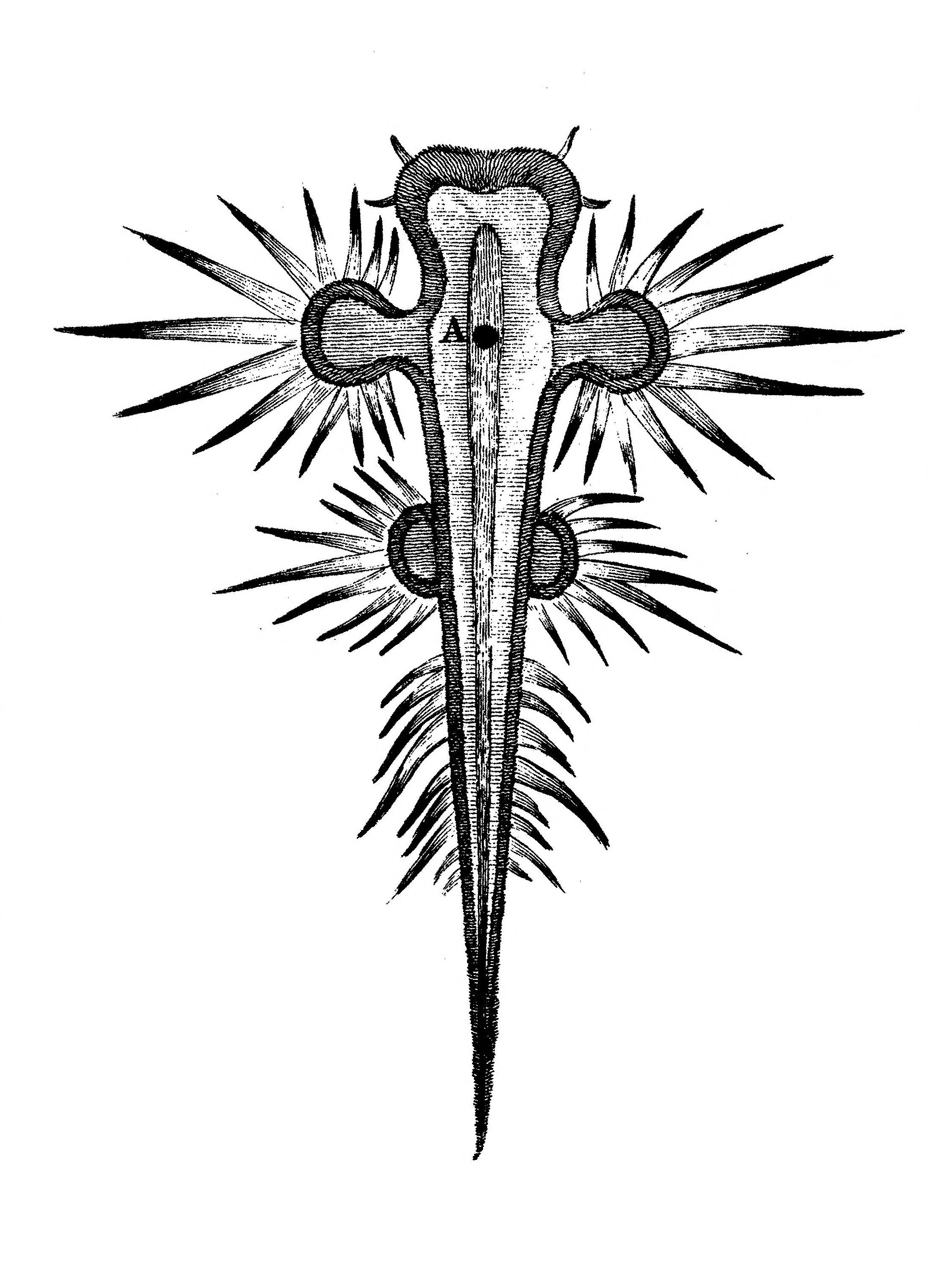
Dessin du Marine inſect par Andrew Peter Dupont, première représentation connue dans la littérature scientifique du Glaucus atlanticus.

Les premières descriptions ou désignations de glaucidés remontent au début des années 1700, avec Hirudinis marina Breyne, 1705 d'après un spécimen trouvé près d'Ibiza, considéré par Breyne comme une sorte de sangsue,, et dont le binôme est aujourd'hui considéré comme non valide. Avant la description de Georg Forster, on connaît également un dessin d'un certain Andrew Peter Dupont qui représente l'espèce dans une de ses correspondances avec Emanuel Mendez da Costa, d'après un spécimen envoyé de Jamaïque par un ami ; il ne comporte pas d'autre nom que « Insecte marin », mais est parfois cité comme Glaucus marinus Du Pont, 1764 [1763], ; Hanow, publié chez Johann Titius explique en 1768 que le dessin doit représenter un jeune ange de mer commun (Squatina squatina).

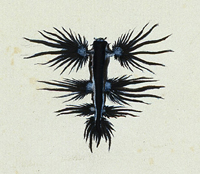
Dessin de Sydney Parkinson ayant accompagné la description originale par Forster en 1777.

Cependant l'espèce ne bénéficie pas encore d'une description scientifique avant 1777. L'holotype de G. atlanticus est collecté le 14 septembre 1772, lors de la seconde expédition de James Cook à travers l'océan Pacifique, à bord du HMS Resolution. Sa description est confiée à Georg Forster, fils de Johann Reinhold Forster, qui participait avec son père à l'expédition, et est publiée en 1777. « Glaucus », ou glauque, signifie « de la couleur de la mer » ; c'est aussi une version latinisée de Glaucos, divinité marine de la mythologie grecque. La dénomination spécifique, atlanticus, fait quant à elle référence au lieu où fut récolté l'holotype, à savoir le sud-est de l'océan Atlantique. Sydney Parkinson, illustrateur écossais à bord du HMS Resolution, réalise un dessin du spécimen.
En réalité en se fondant sur la description de Dupont et sans connaître le signalement de Breyne, Johann Friedrich Gmelin fait une diagnose de l'animal sous le nom de Doris radiata, dans la treizième édition du Systema Naturae, mais celle-ci paraît après la description de Forster, qui est donc le premier descripteur reconnu,.

### Approfondissement des études et descriptions de nouvelles formes

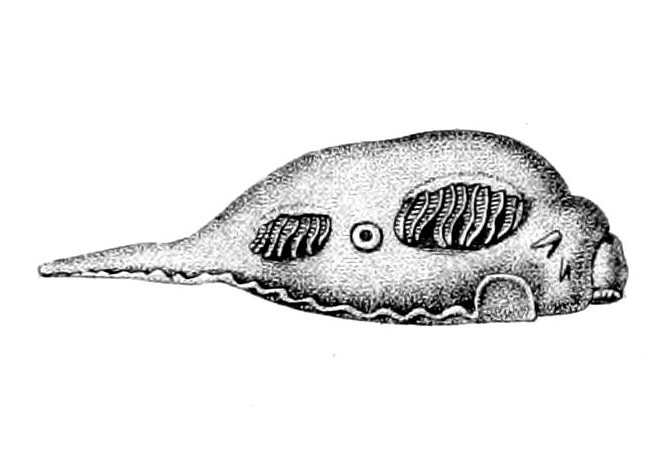
Laniogerus elfortii chez Blainville, aujourd'hui l'un des nombreux synonymes de G. atlanticus.

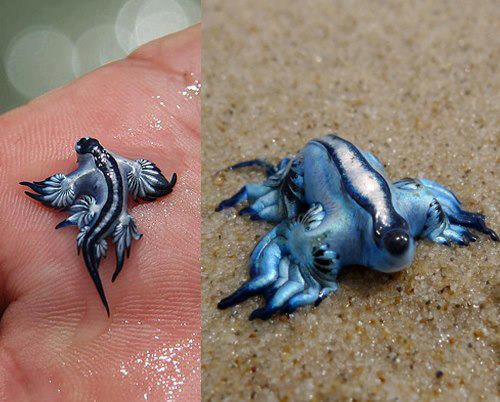
Deux spécimens sortis de l'eau.

Après la description de Glaucus atlanticus Forster, 1777, de nombreuses descriptions de « nouveaux » Glaucus se multiplient, fondées par exemple sur le nombre d'appendices portant les cerata (appelées simplement « branchies » dans les textes anciens), quatre, six ou huit, ; des dénominations spécifiques nouvelles honorent de grands naturalistes, comme Blainville, Péron, Bosc ou Forster,,.
En 1816 Blainville distingue même un genre nouveau, Laniogerus proche de Glaucus et qu'il décrit en détail en 1822, aujourd'hui considéré comme synonyme : en effet quelques années plus tard, Sander Rang en considère déjà l'holotype comme semblable à ses propres spécimens : conservés dans l'éthanol, ils se contractent, gonflent et perdent une partie de leurs « lanières branchiales ». En 1836 George Bennett décrit la rapide décomposition de l'animal hors de l'eau de mer ou dans l'alcool ; en 1868, Bergh rapporte également les difficultés de conservation de ces animaux et les expériences infructueuses de Reinhardt afin d'éviter la chute des cerata.
Malgré les nombreuses publications traitant de l'espèce, l'étude de ses structures internes reste succincte et superficielle. En 1847 Sven Lovén est le premier à décrire la radula,, Louis Souleyet réalise la première vraie description des structures en 1952 et rapproche ainsi l'espèce des autres aéolides,, Rudolph Bergh fait le premier « résumé sérieux » de l'ensemble de l'anatomie en 1864 ainsi que la synthèse des écrits précédents,, et Albert Vayssière réalise une étude particulièrement détaillée du système nerveux en 1874. L'anatomie interne est entièrement revisitée et approfondie en 1967 par Thompson et McFarlane.
Depuis 1763 jusqu'à la fin du XIXe siècle, on répertorie les taxons synonymes suivants,, :
Binômes
- Glaucus marinus « Dupont, 1763 »
- Doris radiata J.F. Gmelin, 1791 [1790][58]
- Scyllaea margaritacea Bosc, 1802, appelé « Scylée nacrée » et dont la description est publiée chez Bosc en 1830[73]
- Glaucus flagellum Blumenbach, 1803[74]
- Glaucus hexapterigius Cuvier, 1805[1]
- Glaucus octopterygius Cuvier, 1805[1]
- Glaucus eucharis Péron & Lesueur, 1807[75]
- Glaucus australis Péron, 1810[76]
- Glaucus forsteri Lamarck, 1819, francisé en « Glauque de Forster »[64]
- Laniogerus blainvillii Goldfuss, 1820[62]
- Laniogerus elfortii De Blainville, 1825, francisé en « Laniogère d'Elfort »[60]
- Eidothea marmorata Risso, 1826, francisé en « Eidothée marbrée »[77]
- Glaucus tetrapterygius Rang, 1829[61]
- Glaucus peronii Lesson, 1831 [1830][63]
- Glaucus boscii Lesson, 1831 [1830][63]
- Glaucus draco Eschscholtz, 1831[78]
- Glaucus pacificus Eschscholtz, 1831[78]
- Glaucus distichoicus d'Orbigny, 1837, ou G. distichoides, francisé en « Glaucus distichoïque »[79]
- Glaucus radiatus d'Orbigny, 1839[80]
- Filurus dubius DeKay, 1843[81]
- Dadone atlantica Gistel, 1848[82]
- Dadone eucharis Gistel, 1848[82]
- Glaucus briareus (Reinhardt in Bergh, 1861 [1860]) placé initialement dans le genre Glaucilla[83]
- Glaucus lineatus Reinhardt in Bergh, 1861 [1860][83]
- Glaucus longicirrus Reinhardt in Bergh, 1861 [1860][83]
- Glaucus gracilis Bergh, 1868 [1864][33]
- Glaucus margaritaceus Verrill, 1885[84]

Genres
- Eucharis Péron & Lesueur, 1807[75]
- Pleuropus Rafinesque, 1815[85]
- Laniogerus Blainville, 1816[65]
- Eidothea Risso, 1826[77]
- Filurus DeKay, 1843[81]
- Dadone Gistel, 1848[82]
- Nausimacha Gistel in Gistel & Bromme, 1850[86]
- Glaucilla Bergh, 1868 [1860][33]

### Systématique
Les liens entre les différentes formes sont longtemps débattus. Certains ne reconnaissent qu'une espèce polymorphique, comme Quoy et Gaimard en 1832, Souleyet en 1852 ou Pruvot-Fol en 1934 et 1954,. D'autres, comme Cuvier en 1805, J.E. Gray en 1857, Bergh en 1868 et 1884, ou Iredale en 1940, en reconnaissent jusqu'à huit. Bergh constate que les naturalistes ayant observé les mollusques vivants distinguent plusieurs espèces, alors que ceux ayant travaillé sur des spécimens conservés n'en comptent qu'une ; cela s'explique vraisemblablement par la grande variété des motifs colorés de l'animal, habituelle chez beaucoup de nudibranches, qui disparaissent sous l'action de l'alcool.

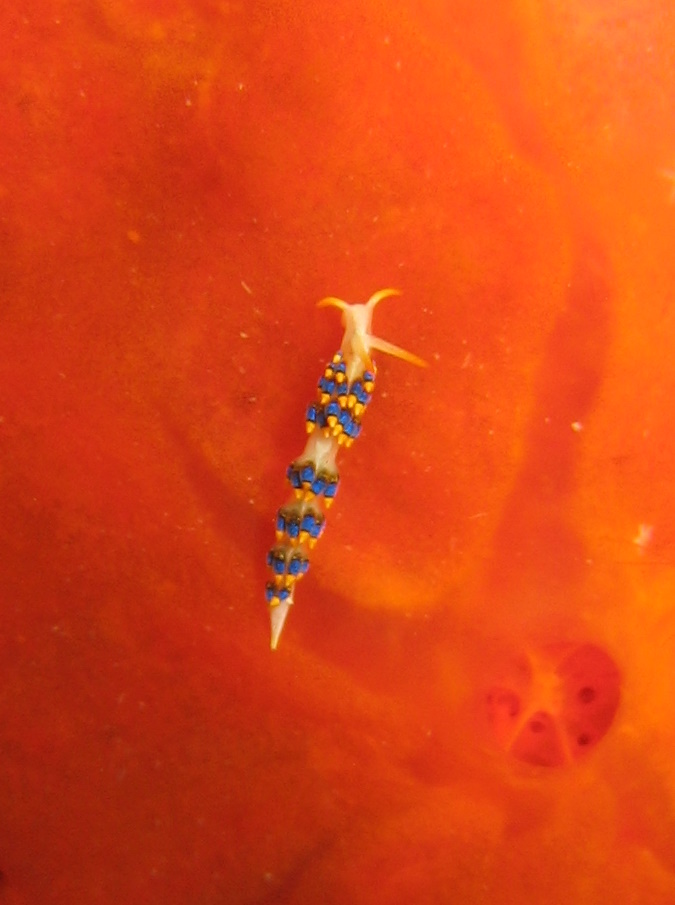
Cuthona caerulea, nudibranche de la famille des Tergipedidae, sur l'éponge Crambe crambe.

En août 1964, 32 spécimens sont collectés dans le golfe d'Aden par le RRS Discovery, et sont comparés par Thompson et McFarlane aux différents types des descriptions jusqu'alors faites, selon les critères connus pertinents pour des aéolides : la forme du corps, le nombre et l'arrangement des cerata, et l'anatomie interne (systèmes digestif, reproducteur et nerveux). Les individus du golfe d'Aden présentent une variabilité recouvrant celles des types des descriptions antérieures, étayant le fait que Glaucus est monotypique (G. marginatus étant alors encore placée dans le genre Glaucilla), avec une répartition circumtropicale, et faisant de tous les autres taxons des synonymes de G. atlanticus.
Du fait que G. atlanticus ne partage sa famille des glaucidés — dans l'acception la plus stricte de cette dernière — qu'avec « Glaucilla marginata » et de l'existence de nombreuses synapomorphies entre les deux mollusques, Valdés et Campillo expliquent en 2004 que la distinction des genres Glaucus et Glaucilla n'apporte rien et ceux-ci pourraient être fusionnés en un seul, Glaucus selon le principe d'antériorité, comme Keen le faisait en 1971 sans cependant justifier la fusion, et cette considération est finalement suivie par Burn dès 2006. Les deux espèces en question ont été décrites phylogénétiquement proches de Facelina (Facelinidae), mais l'examen de l'appareil reproducteur (notamment la présence du crochet sur le pénis) suggérerait de rapprocher ces espèces avec le genre Cuthona (Tergipedidae) ; une étude de phylogénie moléculaire sera nécessaire pour éclaircir ces relations. Au début des années 2000, à l'aide d'outils moléculaires, des systématiciens expliquent que si G. atlanticus paraît génétiquement homogène sur une grande partie de sa distribution au moins, G. marginatus pourrait en réalité correspondre à un complexe d'espèces cryptiques,. En mai 2014, est publiée la description de trois nouvelles espèces proches de G. marginatus : G. bennettae, G. thompsoni et G. mcfarlanei.

## Glaucus atlanticuset l'Homme

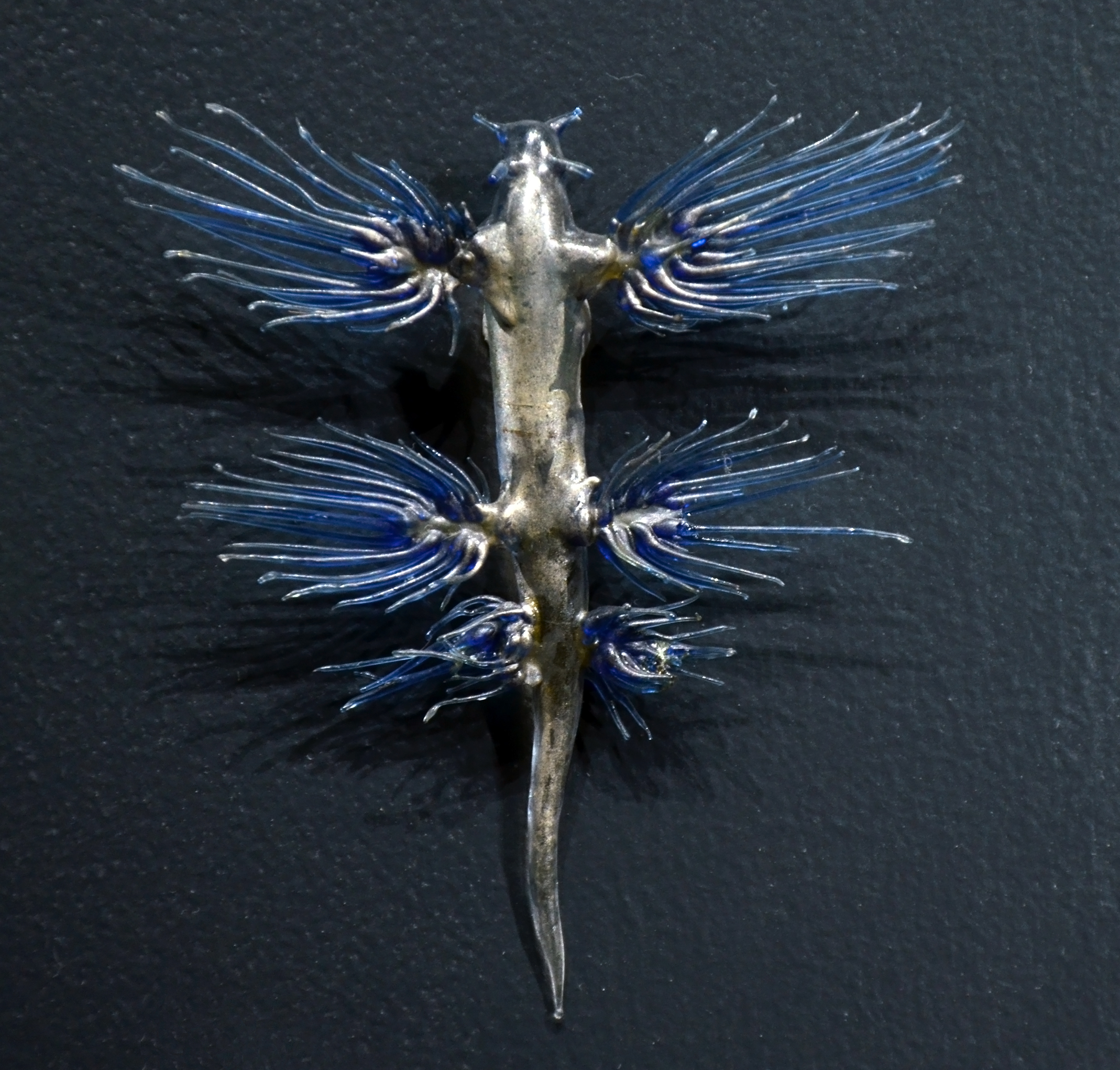
Représentation de G. atlanticus en verre par les Blaschka, au muséum d'histoire naturelle de Genève.

Cette espèce ne bénéficie pas de mesure de protection particulière, elle est considérée comme de faible vulnérabilité.
Comme le reste du pleuston dans lequel il évolue, G. atlanticus s'échoue occasionnellement sur les plages. En Australie on a rapporté que certains enfants se livrent à des « Bluebottle fights », en français « batailles de physalies », lors desquelles en se jetant de ces siphonophores les uns aux autres ils entrent parfois accidentellement en contact avec des glaucidés, qui peuvent causer des blessures bien plus graves, comme des chocs anaphylactiques. Un simple contact avec de l'eau contenant le venin de nématocystes ayant été stimulés peut également causer des irritations.
Il bénéficie de noms vernaculaires à Hawaii, où il est appelé « Man-of-war nudibranch » (soit « nudibranche des physalies », man-of-war étant un des noms anglais désignant les physalies, pour leur forme rappelant les man'o'war) et aux États-Unis où il est appelé Blue glaucus (soit « glaucus bleu »). G. atlanticus figure sur une émission de timbres de la Nouvelle-Calédonie de 1959 (valeur faciale : 10 F), polychrome et avec pour légende « GLAUCUS et SPIROGRAPHE » et parmi un groupe de quatre timbres émis par les Fidji en juillet 1993 et nommé Nudibranchs (valeur faciale : 83 c).
Cet animal apparaît également dans le clip de la chanson-titre de l'album Utopia de la chanteuse Björk.